# Antennaria (planten)
Antennaria is een geslacht van bloeiende planten uit de composietenfamilie.

## Soorten
In Nederland komt alleen het ernstig bedreigde rozenkransje (Antennaria dioica) voor.
Overige soorten:
- Antennaria alpina
- Antennaria anaphaloides
- Antennaria arcuata
- Antennaria argentea
- Antennaria aromatica
- Antennaria corymbosa
- Antennaria densifolia
- Antennaria dimorpha
- Antennaria × erigeroides
- Antennaria eucosma
- Antennaria flagellaris
- Antennaria × foliacea
- Antennaria friesiana
- Antennaria geyeri
- Antennaria howellii
- Antennaria lanata
- Antennaria luzuloides
- Antennaria × macounii
- Antennaria marginata
- Antennaria media
- Antennaria microphylla
- Antennaria monocephala
- Antennaria neglecta
- Antennaria × oblancifolia
- Antennaria parlinii
- Antennaria parvifolia
- Antennaria plantaginifolia
- Antennaria pulchella
- Antennaria pulcherrima
- Antennaria racemosa
- Antennaria rosea
- Antennaria rosulata
- Antennaria soliceps
- Antennaria solitaria
- Antennaria stenophylla
- Antennaria suffrutescens
- Antennaria umbrinella
- Antennaria virginica